# Молодіжна столиця Європи

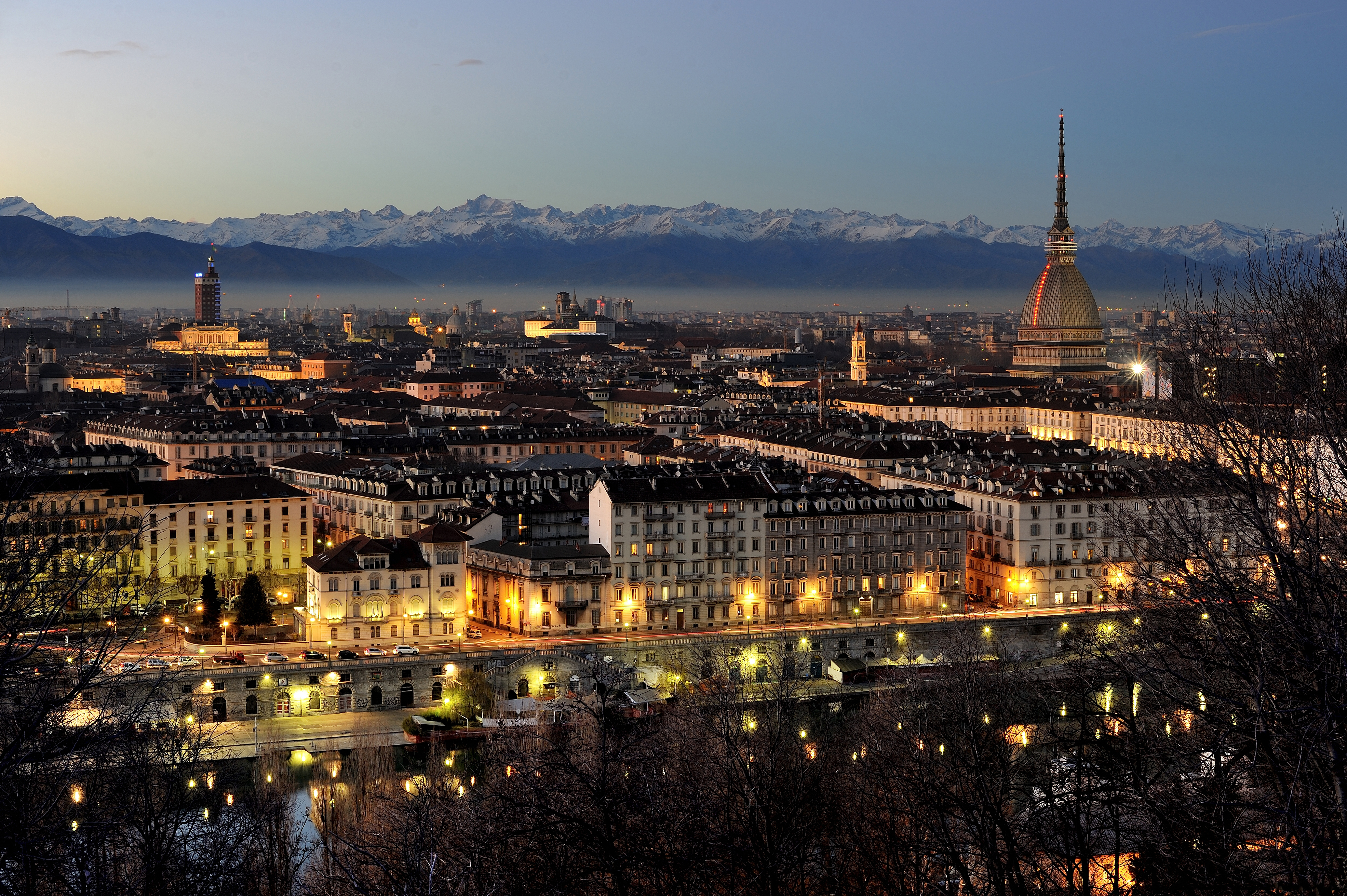
Турин (2010)

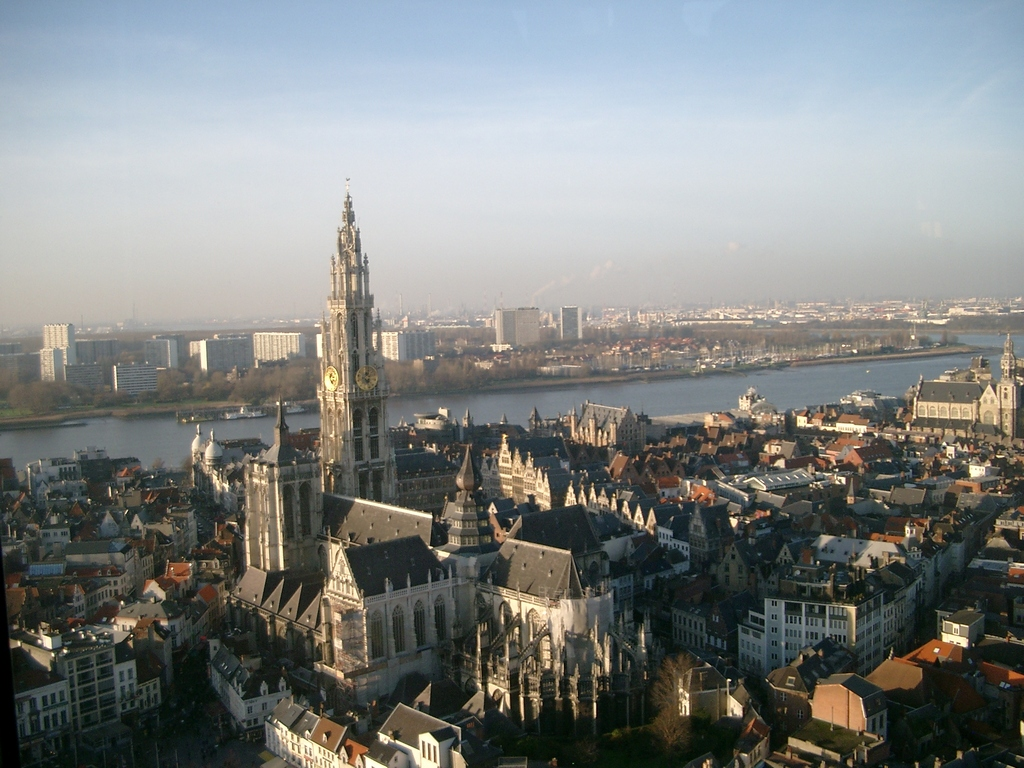
Антверпен (2011)

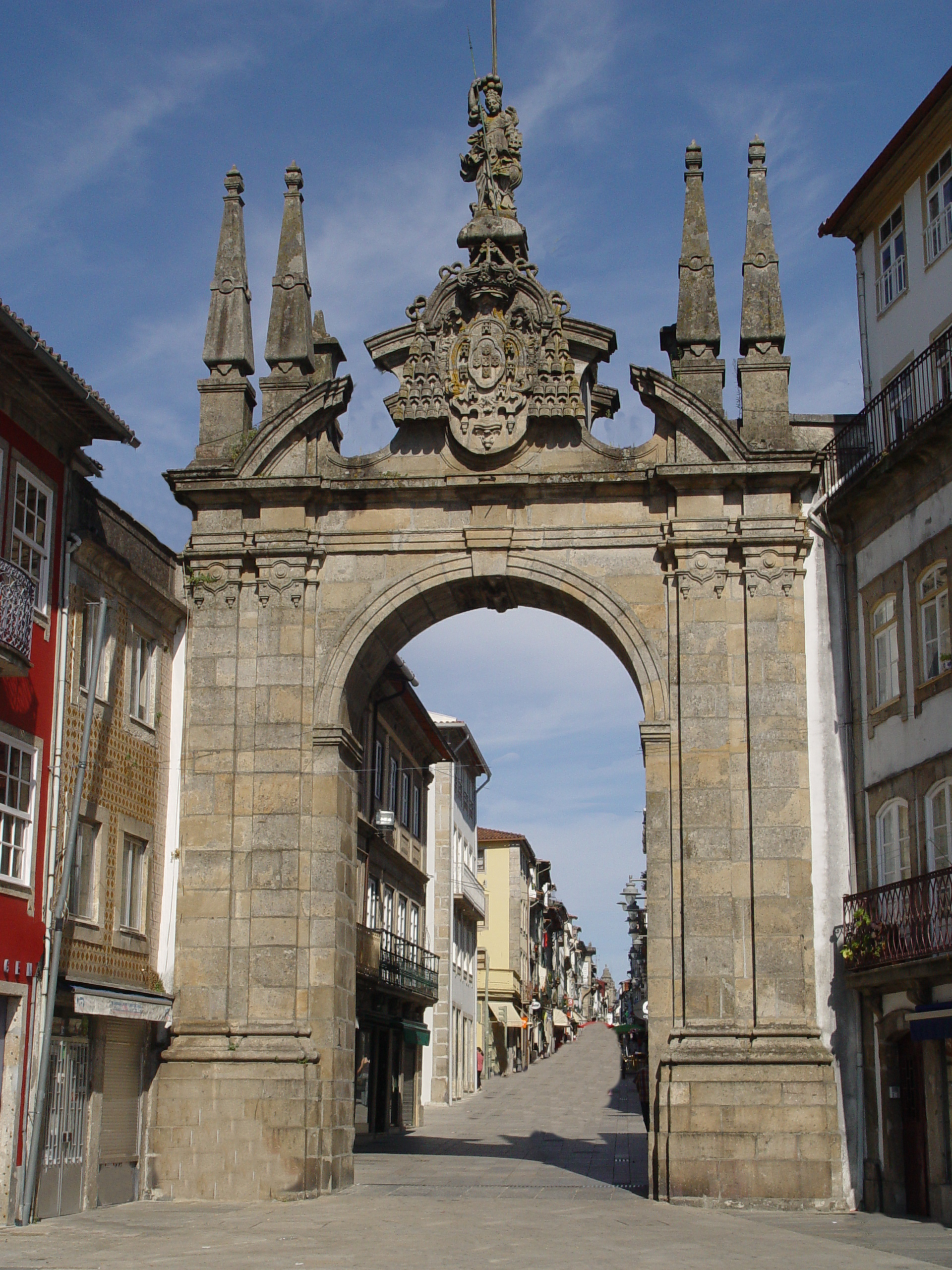
</img>Брага (2012)

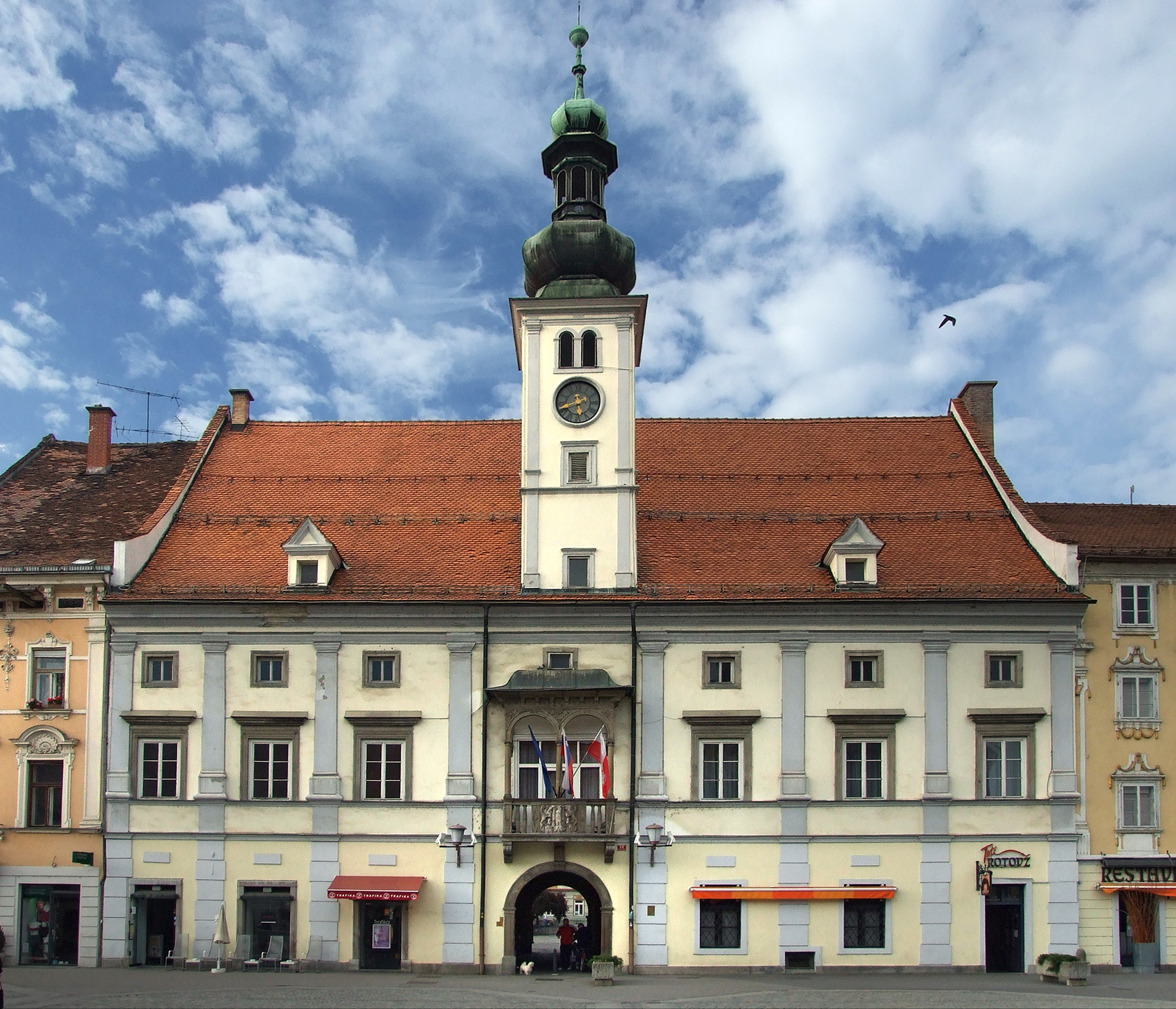
</img>Марібор (2013)

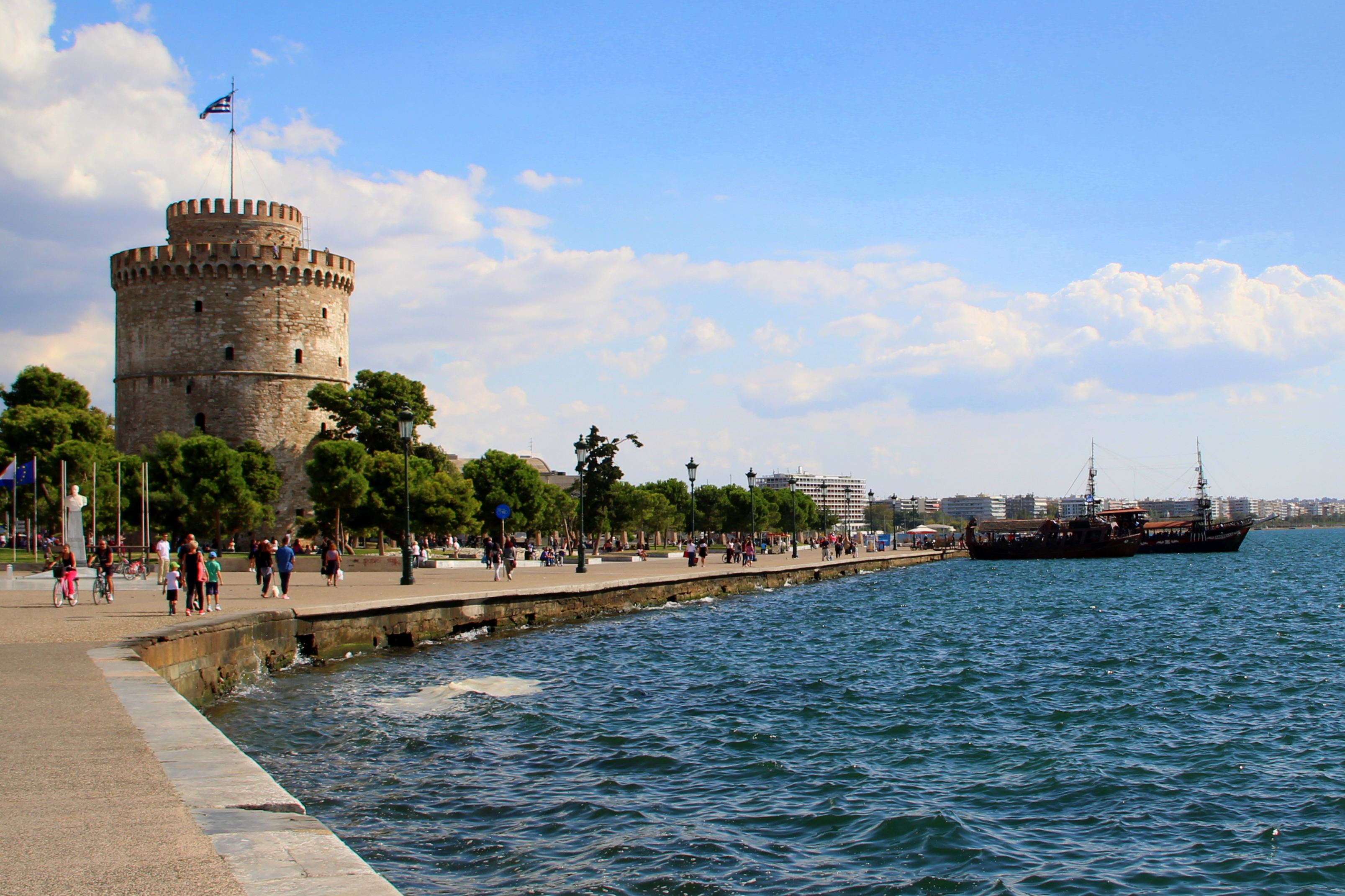
Салоніки (2014)

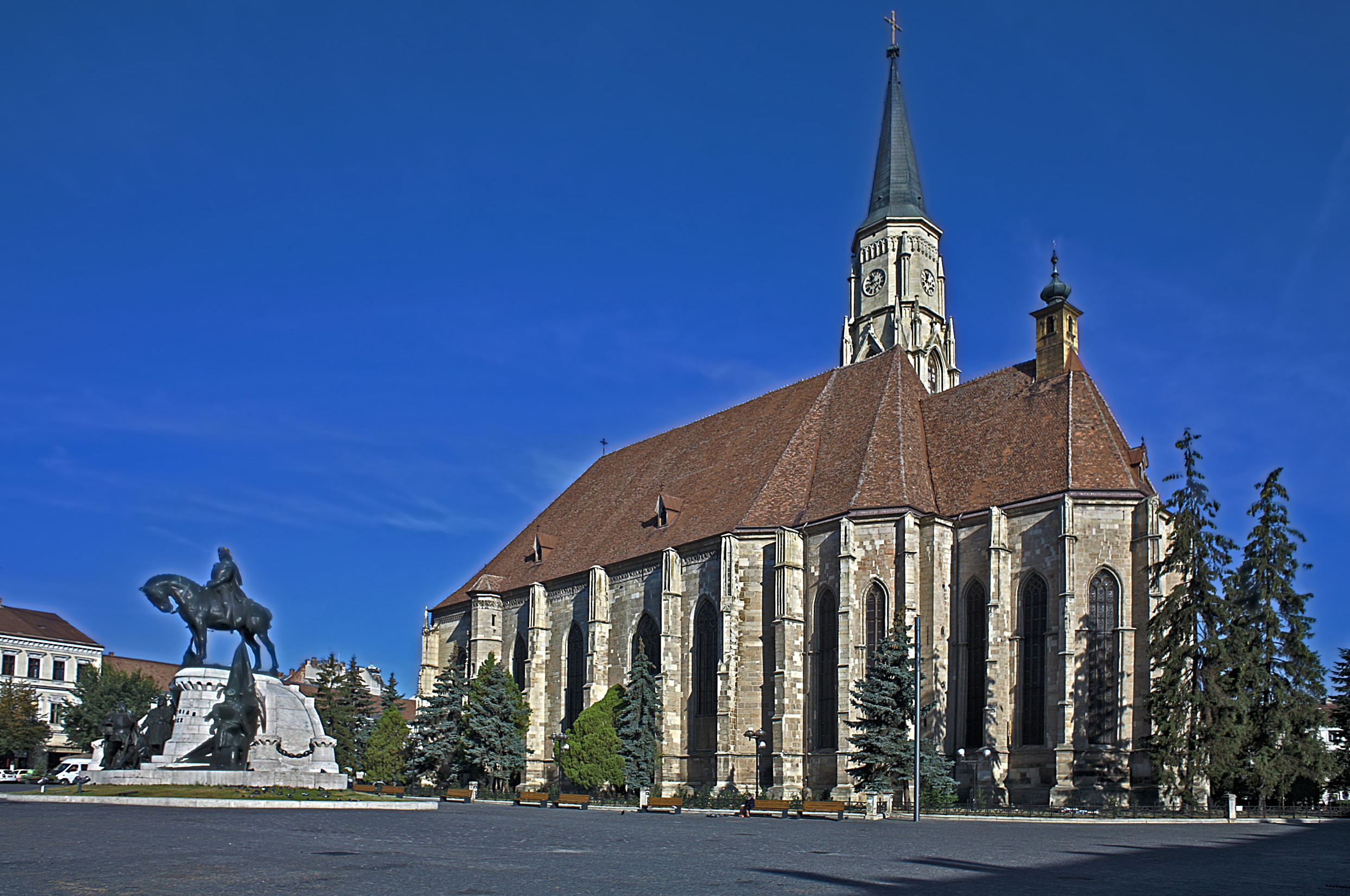
</img>Клуж-Напока (2015)

Молодіжна столиця Європи — це титул, який Європейський молодіжний форум терміном на один рік присвоює європейському місту, призначеному для розширення можливостей, активізації молоді та зміцнення європейської ідентичности через проєкти, зосереджені на культурному, соціальному, політичному та економічному житті молоді. Першу столицю обрали в 2009 році. З 2014 року Конгрес місцевих та регіональних влад Ради Європи є офіційним партнером, який затверджує звання Молодіжної столиці Європи. Поточною столицею на 2025 календарний рік є Львів.

## Цілі
Європейська молодіжна столиця має на меті сприяти внутрішньоєвропейському співробітництву між молодими людьми. Серед найважливіших аспектів — покращення повсякденного життя молоді в місті, обраному молодіжною столицею не лише на час урочистостей, а й у довгостроковій перспективі. Крім того, МСЄ заохочує участь молоді в розробці та реалізації планів для кожної молодіжної столиці. Забезпечення інформування та активної участі молоді в суспільстві та надання можливостей для кращого майбутнього також є пріоритетом цієї ініціативи. Туризм і підвищення міжнародного престижу є одними з додаткових переваг звання Європейської молодіжної столиці.

## Столиці (2009—2023)
Перелік Молодіжних столиць Європи з 2009 року:
| Рік  | Місто       | Країна      | Примітки                                                                                                |
| ---- | ----------- | ----------- | --- |
| 2009 | Роттердам   | Нідерланди  | |
| 2010 | Турин       | Італія      | |
| 2011 | Антверпен   | Бельгія     | |
| 2012 | Брага       | Португалія  | |
| 2013 | Марибор     | Словенія    | |
| 2014 | Салоніки    | Греція      | фіналісти: Іваново, Іракліон; інші кандидати: Барселона, Конья, Перм, Трабзон                           |
| 2015 | Клуж-Напока | Румунія     | фіналісти: Іваново, Вільнюс, Варна, інші кандидати: Катовиці, Ла-Лагуна, Бадахос, Гянджа, Лечче та Перм |
| 2016 | Гянджа      | Азербайджан | інші кандидати: Варна, Вільнюс, Ла-Лагуна і Бадахос                                                     |
| 2017 | Варна       | Болгарія    | інші кандидати: Кашкайш, Голвей, Ньюкасл і Перуджа                                                      |
| 2018 | Кашкайш     | Португалія  | інші кандидати: Кечкемет, Манчестер, Новий сад і Перуджа                                                |
| 2019 | Новий Сад   | Сербія      | інші кандидати: Ам'єн, Деррі, Голвей, Манчестер і Перуджа                                               |
| 2020 | Ам'єн       | Франція     | інші кандидати: Кишинів, Клайпеда, Тімішоара та Філлах                                                  |
| 2021 | Клайпеда    | Литва       | інші кандидати: Кишинів, Нікосія, Вараждин та Ярославль                                                 |
| 2022 | Тирана      | Албанія     | інші кандидати: Бая-Маре, Казань, Познань і Вараждин                                                    |
| 2023 | Люблін      | Польща      | інші кандидати: Бая-Маре, Казань, Ізмір, Львів і Познань                                                |
| 2024 | Гент        | Бельгія     | |
| 2025 | Львів       | Україна     | |
| 2026 | Тромсе      | Норвегія    | |
| 2027 | Парма       | Італія      | |